# Ianis Zicu
Ianis Zicu (23 oktober 1983, Constanța), is een Roemeense voormalig voetballer. Zijn positie was aanvallende middenvelder en hij speelde ook in de spits. Nadien werd hij trainer.

## Speler
- jeugd: Farul Constanța
- 2000-2003: Dinamo Boekarest
  - 2002: FCM Câmpina (huur)
  - 2002-2003: Farul Constanța (huur)
- 2003-2004: Internazionale
  - 2004: FC Parma (huur)
  - 2005-2006: Dinamo Boekarest (huur)
  - 2006-2007: Rapid Boekarest (huur)
- 2007-2010: Dinamo Boekarest
- 2010-2011 : Politehnica Timișoara
- 2011 : CSKA Sofia
- 2012: Pohang Steelers
- 2012: Gangwon FC (huur)
- 2013: Gangwon FC
- 2014: Petrolul Ploiești
- 2014-2015: Târgu Mureș
- 2015-2016: ACS Poli Timișoara
- 2016-2017: Târgu Mureș

## Trainer
- 2019: FC Voluntari (jeugd)
- 2019-2021: FC Farul Constanța
- 2021: FC Unirea Constanța